# Droits LGBT en Guinée

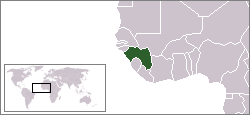
Localisation de la Guinée.

Les personnes lesbiennes, gays, bisexuelles et transgenres (LGBT) en Guinée peuvent faire face à des difficultés légales que ne connaissent pas les résidents non-LGBT.

## Législation sur l'homosexualité
L'homosexualité est illégale en Guinée.
Le nouveau code pénal guinéen statue dans son article 274 que :

« Tout acte impudique ou contre nature commis avec un individu de son sexe sera puni d'un emprisonnement de 6 mois à 3 ans et d'une amende de 500.000 à 1.000.000 de francs guinéens.
Si l’acte a été commis avec un mineur de moins de 21 ans, le maximum de la peine sera toujours prononcée. 
Si cet acte a été consommé ou tenté avec violence, le coupable subira la peine de la réclusion criminelle à temps de 5 à 10 ans. »

En 2015, Amnesty International rapporte trois cas de condamnations d'homosexuels en Guinée.

## Reconnaissance légale des couples homosexuels
Les couples homosexuels ne bénéficient d'aucune reconnaissance légale dans le pays.

## Adoption homoparentale
L'adoption homoparentale n'est pas autorisée en Guinée.

## Protection contre les discriminations
Aucune loi ne protège ou défend les droits des personnes LGBT en Guinée.

## Tableau récapitulatif
| Dépénalisation de l’homosexualité                                                   | Non |
| Majorité sexuelle identique à celle des hétérosexuels                               | Non |
| Interdiction des discours de haine contre les LGBT                                  | Non |
| Interdiction de la discrimination liée à l'orientation sexuelle à l'embauche        | Non |
| Interdiction de la discrimination liée à l'identité de genre dans tous les domaines | Non |
| Mariage civil ou partenariat civil                                                  | Non |
| Adoption conjointe dans les couples de personnes de même sexe                       | Non |
| Adoption par les personnes homosexuelles célibataires                               | Non |
| Droit pour les gays de servir dans l’armée                                          | Non |
| Droit de changer légalement de genre (après stérilisation)                          | Non |
| Gestation pour autrui pour les gays                                                 | Non |
| Accès aux FIV pour les lesbiennes                                                   | Non |
| Autorisation du don de sang pour les HSH                                            | Non |